# Corydalis ohii
Corydalis ohii är en vallmoväxtart som beskrevs av M. Liden. Corydalis ohii ingår i släktet nunneörter, och familjen vallmoväxter. Inga underarter finns listade i Catalogue of Life.